# Serinus nigriceps
El serín cabecinegro (Serinus nigriceps) es una especie de ave paseriforme de la familia Fringillidae endémica de Etiopía. Se encuentra normalmente en altitudes por encima de los 2000 m. Su hábitat natural son las praderas de montaña tropicales.